# Судзукі Кейдзі
Судзукі Кейдзі  (яп. 鈴木 桂治, 3 червня 1980) — японський дзюдоїст, олімпійський чемпіон.

## Виступи на Олімпіадах
| Олімпіада  | Дисципліна           | Місце |
| ---------- | -------------------- | ----- |
| Афіни 2004 | важка категорія      | 1     |
| Пекін 2008 | напівважка категорія | 13T   |